# شهرستان پیج (آیووا)
شهرستان پیج، آیووا (به انگلیسی: Page County, Iowa) شهرستانی در ایالات متحده آمریکا است که در آیووا واقع شده‌است.

## خصوصیات
شهرستان پیج ۱٬۳۸۵٫۶۵ کیلومترمربع مساحت دارد.